# Ceracini
De Ceracini zijn een geslachtengroep van vlinders in de onderfamilie Tortricinae van de familie bladrollers (Tortricidae).

## Taxonomie
De groep bevat de volgende geslachten:

- Bathypluta Diakonoff, 1950
- Cerace Walker, 1863
- Eurydoxa Filipjev, 1930
- Pentacitrotus Butler, 1881

1. ↑  Ceracini Genus Informatie BioLib. biolib.cz. Geraadpleegd op 11 december 2023.